# Pronation
Mit der Pronation (lateinisch) beschreibt man in der Medizin und Anatomie die Einwärtsdrehung der Gliedmaßen. Sie ist damit die Gegenbewegung zur Supination.

## Pronation des Unterarms

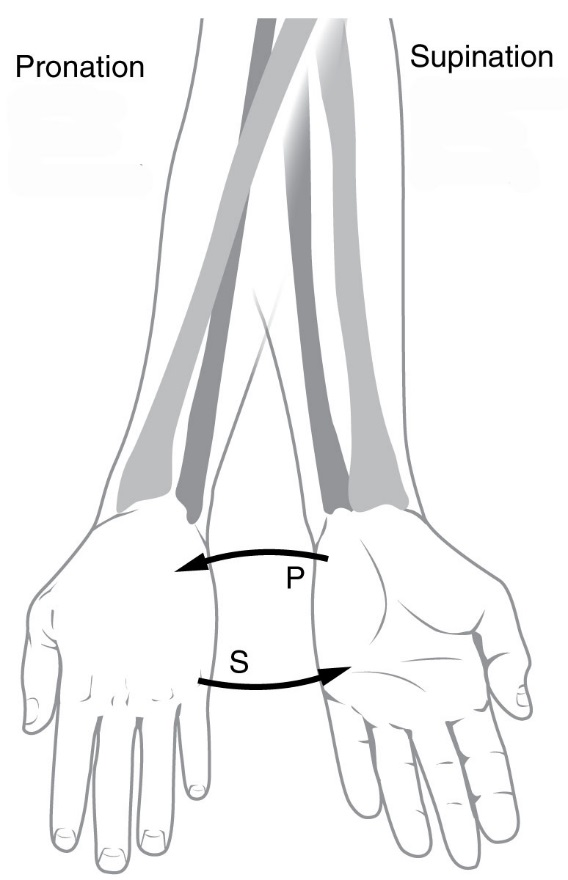
Pronation und Supination des menschlichen Unterarms

Die Pronationsbewegung des Unterarms wird durch eine Drehbewegung des Radius (Speiche) um die Ulna (Elle) realisiert. Diese Bewegung wird von der Articulatio radioulnaris proximalis und distalis ermöglicht. Der Daumen gelangt damit wieder nach innen (medial), die Hand also in die Ruheposition und die Handfläche zeigt nach unten. Diese Bewegung wird vornehmlich durch drei Muskeln ausgeführt:
- Musculus pronator teres (runder Einwärtsdreher)
- Musculus pronator quadratus (quadratischer Einwärtsdreher)
- Musculus brachioradialis (Oberarmspeichenmuskel, proniert bei supiniertem Unterarm)[1]

Dadurch, dass die Ursprünge der Streck- und Beugemuskeln nebeneinander liegen, zeigen sie einen leicht diagonalen Verlauf und bewirken ebenfalls eine leichte Pro- bzw. Supination.
Beim Menschen ist eine Pronation bis zu 90° möglich. Sie ist bei Erkrankungen des Unterarms und Handgelenks sowie Synostosen der Elle-Speichen-Gelenke eingeschränkt.
Bei Tieren, die vor allem auf Geradeauslauf spezialisiert sind, wie Huftiere, ist durch die knöcherne Verschmelzung von Elle und Speiche keine Pronation möglich.

## Pronation des Fußes

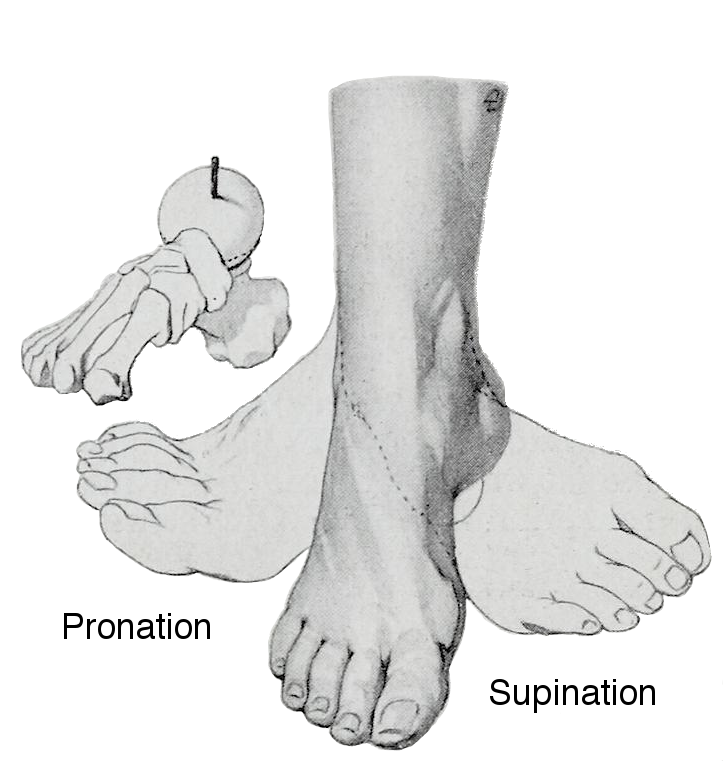
Pronation und Supination des menschlichen Fußes

Die Pronation ist eine Drehung des Fußes um seine Längsachse, bei der der äußere Fußrand gehoben und der innere Fußrand gesenkt wird, ohne dass sich die Ferse mit bewegt. Die Pronation wird auch als Einwärtsdrehung oder Einwärtskantung, im amerikanischen Sprachraum und klinischen Sprachgebrauch als Eversion bezeichnet. Die Bewegung wird im Subtalargelenk, dem Gelenk zwischen Sprung- (Talus) und Fersenbein (Calcaneus), ermöglicht. Sie ist für die Aufrechterhaltung des Gleichgewichts und zur Stoßdämpfung von Bedeutung. Bereits beim normalen Gang kommt es zu einer leichten Pronationsbewegung. Die Pronation des Fußes ist durch Wechselwirkungen mit den anderen Gelenkabteilungen des Sprunggelenks am Spielbein mit einer Abduktion und Dorsalextension verbunden.
Hauptverantwortlich für die Pronation des Fußes sind der Musculus fibularis longus und der Musculus fibularis brevis. 
Bei der sogenannten Überpronation knickt der Fußrand sehr stark nach innen ein und belastet damit die Bänder, Sehnen und Gelenke und führt dadurch zu Verstauchungen und Zerrungen des Sprunggelenks. Diese Überpronation kann verschiedene Ursachen haben, wie eine Fußfehlstellung (Senk- oder Plattfuß), bei der Tibialis-posterior-Dysfunktion, Übergewicht oder starke Ermüdung. Ebenfalls tritt die Überpronation eher bei Laufanfängern auf, da der Stützapparat und der Musculus tibialis posterior noch nicht ausreichend trainiert sind. Zudem kann sie bei Koordinationsdefiziten oder falschem Laufstil (Laufen auf den Fersen) auftreten. An den Schuhen ist dann eine starke Abnutzung im medialen Bereich (meist Innenseite) erkennbar. 
Eine Unterpronation, oder auch Supination genannt, tritt seltener auf. Bei der Supination geht die Belastung in die entgegengesetzte Richtung. Bei Laufschuhen ist dies durch eine höhere Abnützung im lateralen Bereich (Außenseite) erkennbar. Dies kann durch einen Hohlfuß hervorgerufen werden.